# Adenoon
Adenoon là một chi thực vật có hoa trong họ Cúc (Asteraceae).

## Loài
Chi Adenoon gồm các loài: